# Crocus oreocreticus
Crocus oreocreticus ist eine Pflanzenart aus der Gattung der Krokusse (Crocus).

## Merkmale
Crocus oreocreticus ist ein ausdauernder Knollen-Geophyt, der Wuchshöhen von 5 bis 9 Zentimeter erreicht. Die Blätter sind kahl. Die Knollenhülle besteht aus feinen Netzfasern. Der Schlund ist weiß und kahl. Die Blüten sind lila bis purpurn gefärbt. Sie haben eine dunkle Aderung. Außen sind sie hell silbrig oder hellgelb. Die Griffeläste sind rot und lang. Staubbeutel und Pollen sind gelb.
Die Blütezeit reicht von Oktober bis Dezember.

## Vorkommen
Crocus oreocreticus ist auf Kreta endemisch. Die Art wächst in den Gebirgen Kedros, Psiloritis, Asteroussia, Dikti und Thripti in Phrygana, Bergwäldern, Igelpolsterheiden und auf Lehmflächen in Höhenlagen von 750 bis 2000 Meter.

## Belege
- Ralf Jahn, Peter Schönfelder: Exkursionsflora für Kreta. Mit Beiträgen von Alfred Mayer und Martin Scheuerer. Eugen Ulmer, Stuttgart (Hohenheim) 1995, ISBN 3-8001-3478-0, S. 367.